# 머리엘 자페
매리엘 재피(Marielle Jaffe, 1989년 6월 23일 ~ )는 미국의 배우이다.